# Kramolín (Plzeň)
Kramolín é uma comuna checa localizada na região de Plzeň, distrito de Plzeň-jih.